# Joas van Israël

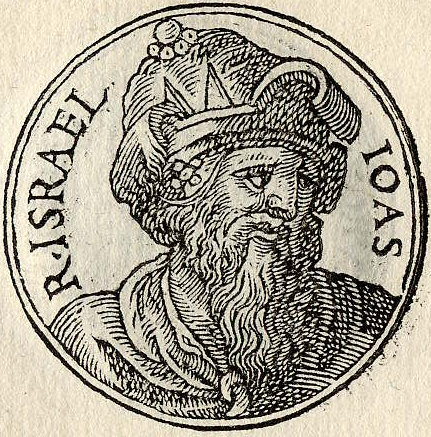
Joas volgens Promptuarii Iconum Insigniorum

Joas was volgens de Hebreeuwse Bijbel koning van het koninkrijk Israël (801 v.Chr. - 786 v.Chr.). Hij volgde zijn vader Joachaz op als koning. Hoewel hij niet bijzonder trouw was aan de cultus van Jahwe had hij groot respect voor de profeet Elisa en hij zat aan diens sterfbed. In zijn laatste dagen voorspelde Elisa aan de koning dat hij de Arameeërs, die Israël herhaaldelijk onder de voet hadden gelopen, driemaal zou verslaan. In het latere deel van zijn regering kwam hij in conflict met koning Amasja van Juda, maar Joas nam hem gevangen na een veldslag bij Bet-Semes. Vervolgens sloeg hij een grote bres in stadsmuur van Jeruzalem, waarna hij schatten uit de Tempel van Salomo en het koninklijk paleis mee terugnam naar Samaria. Joas werd opgevolgd door zijn zoon Jerobeam II.
Hij moet niet verward worden met koning Joas van het koninkrijk Juda, die rond dezelfde tijd koning was. 